# 王远芬
王远芬（1906年—1962年），安徽金寨人。中国人民解放军将领、中国人民解放军开国少将。

## 生平
1931年，参加红军，同年加入中国共产党。曾任红四方面军排长、连指导员、营教导员、团参谋长等。参加长征。抗日战争期间，任八路军第一二九师三八五旅七六九团司令部参谋、团参谋长、独立团团长，太行军区第一军分区参谋长。率部参加阳明堡战斗、百团大战。第二次国共内战时期，任太行军区第一军分区副司令员、司令员，太行军区参谋长，晋冀鲁豫军区第十三纵队参谋长，河南军区安阳军分区司令员。中华人民共和国成立后，任河南省军区参谋长、副司令员。1955年，授予中国人民解放军少将。
1962年12月12日在郑州病逝。